# گارنت ایتریوم آلومینیوم

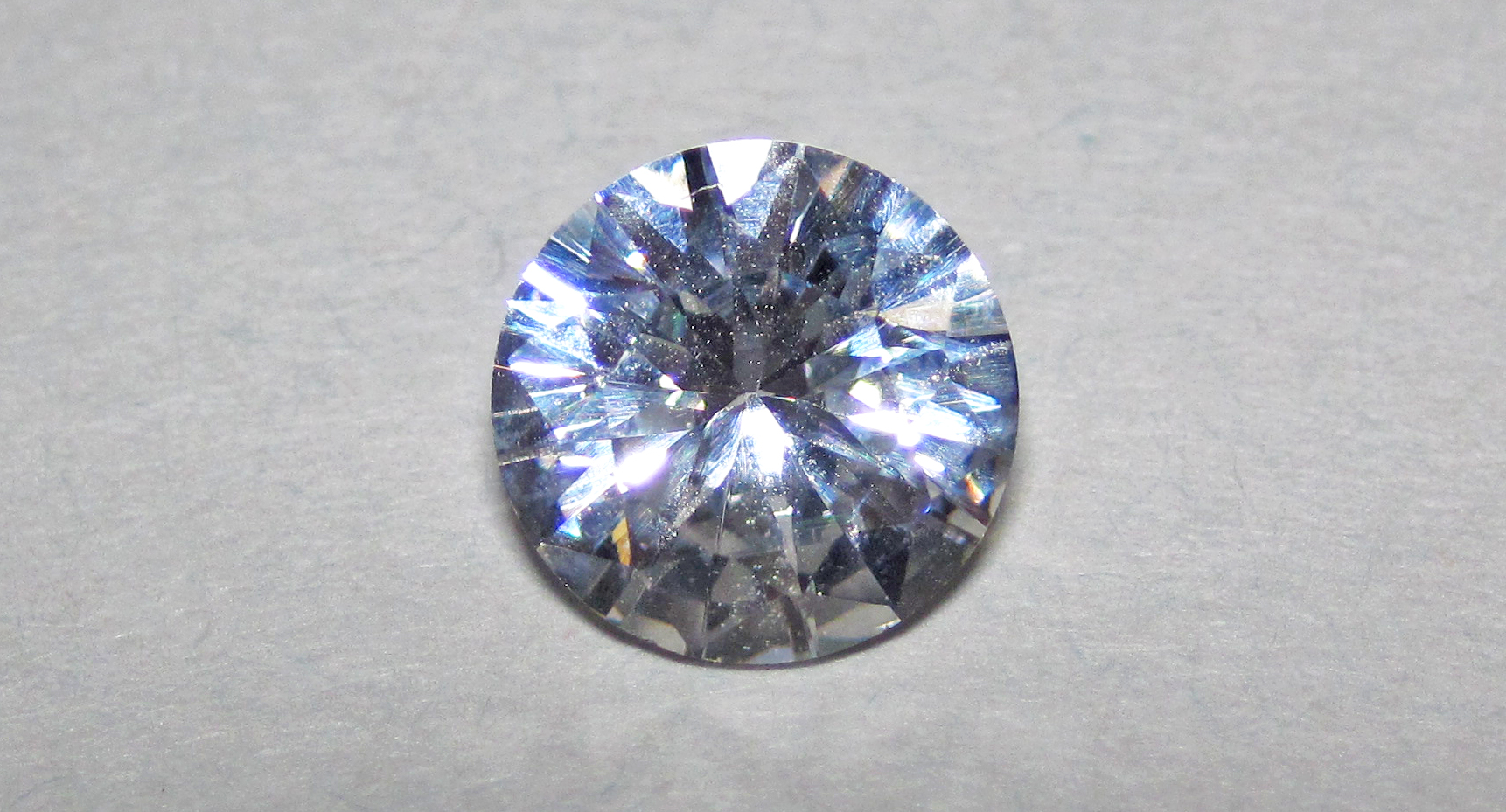
گارنت ایتریوم آلومینیوم

گارنت ایتریوم آلومینیوم (YAG, Y3Al5O12) یک ماده سنتز شده بلوری از خانواده گارنت است.